# Bartłomiej Kuraś
Bartłomiej Kazimierz Wojciech Kuraś (ur. 14 października 1974 w Zakopanem) – polski dziennikarz prasowy związany z Gazetą Wyborczą, pisarz.
Od 1996 związany z Gazetą Wyborczą – najpierw jako współpracownik, w latach 1999-2003 korespondent „Wyborczej” w Zakopanem, od 2003 dziennikarz - a od 2017 także redaktor - krakowskiego oddziału „Gazety”. Jest autorem reportaży publikowanych w dodatku do Gazety Wyborczej – Dużym Formacie. W maju 2021 r. rozpoczął współtworzenie wydania internetowego Zakopane.wyborcza.pl, poświęconego Tatrom i Podhalu.
Urodzony w rodzinie góralskiej specjalizuje się w tematyce Tatr i Podhala.
Jest autorem i współautorem książek (trzy pierwsze wspólnie z Pawłem Smoleńskim):
- Bedzies wisioł za cosik. Godki Podhalańskie (Kraków 2010)[4],
- Kruca fuks (Warszawa 2013)[5],
- Krzyżyk Niespodziany. Czas Goralenvolk (Wołowiec 2017)[6].
- Niech to szlak. Kronika śmierci w górach (Warszawa 2020)[7]

Przetłumaczył na gwarę góralską cztery zeszyty komiksów z serii "Kajko i Kokosz": "Wielki turniej" - "Ogromniasto gońba"; "Festiwal Czarownic" - "Posiady Guślorek"; "Cudowny lek" - "Wodzicka zdrowości"; "Dzień Śmiechały" - "Dzionecek śpasów".
Laureat nagród: 
- „Parzenica” (Polska Izba Turystyki – oddział Małopolski 2010);
- „Local PL-CZ Press Award” (Press Club Warszawa) 2011 i 2012[9];
- „Kryształowe Pióro” 2013 (wspólnie z Konradem Oprzędkiem).
- Nagroda specjalna w kategorii Ekologia – wspólnie z Olgą Szpunar – przyznana 14 maja 2016 r. podczas XIII Gali Nagród Dziennikarzy Małopolski[10].